# Kill, I Oughtta
Kill, I Oughtta – pierwszy minialbum amerykańskiego zespołu heavymetalowego Mudvayne. Wydany w 1997 roku przez sam zespół, a w 2001 roku wydany ponownie przez wytwórnię Epic Records. Reedycja albumu, wydana w 2001 roku, nosiła nazwę "The Beginning of All Things to End". Zawierała ona m.in. remix utworu "Dig".

## Lista utworów
1. "Poop Loser"   	1:22
2. "Seed"   	3:28
3. "Cultivate"   	4:19
4. "Some Assembly Required"   	2:48
5. "I.D.I.O.T." (live) 	3:39
6. "Central Disposal" (live) 	3:18
7. "Coal" (live) 	5:05
8. "Fear"

W reedycji z 2001 roku dodano utwory: "Dig" (Future Evolution Remix), "Dig" (Everything and Nothing Remix) oraz "L.D. 50".